# Aunt Sally
Aunt Sally war eine Punk-Band aus Japan, die Ende der 1970er Jahre tätig war.

## Hintergrund
Mitglieder waren neben den kreativen Köpfen Phew (Gesang) und Bikke (Gitarre, Gesang) noch Kataoka (Bass), Takashi Maruyama (Schlagzeug) und Mayu (Keyboard).
Neben zahlreichen Eigenkompositionen bestand das Repertoire der Band auch aus Coverversionen wie My Generation von The Who oder Blitzkrieg Bop von den Ramones (beide enthalten auf dem 2001 veröffentlichten Album Live 1978–1979).
Sängerin Phew erlangte später größere Bekanntheit, als sie mit DAF, den Einstürzenden Neubauten, Anton Fier sowie Musikern von Can arbeitete.

## Diskografie (Auswahl)
- Aunt Sally – auf Vanity (1979, LP), Joystick (1984, LP) und Undo Records (2002, CD)
- Live 1978–1979 – auf P-Vine Records (2001, CD)